# Огунбовале, Арике
Арике Огунбовале (англ. Arike Ogunbowale; род. 2 марта 1997 года в Милуоки, шт. Висконсин, США) — американская профессиональная баскетболистка нигерийского происхождения, выступает в женской национальной баскетбольной ассоциации за клуб «Даллас Уингз», которым и была выбрана на драфте ВНБА 2019 года в первом раунде под общим пятым номером. Играет на позиции разыгрывающего защитника.

## Ранние годы
Арике родилась 2 марта 1997 года в городе Милуоки (штат Висконсин) в семье Грегори и Иоланды Огунбовале, у неё есть два старших брата, Марио и Даре, училась она там же в средней школе Дивайн Савиор Холи Энджелс, в которой выступала за местную баскетбольную команду.

## За океаном
С 2020 по 2022 год выступала за курское «Динамо».